# Maria Fyodorovna Andreyeva
María Fiódorovna Andréieva (ruso: Мари́я Фёдоровна Андре́ева, María Fiódorovna Andréieva), nombre artístico de María Fiódorovna Yurkóvskaya (Мари́я Фёдоровна Юрко́вская; San Petersburgo, 1868-Moscú, 8 de julio de 1953), fue una política y actriz rusa.

## Primeros años
Su padre, Fiódor Aleksándrovich Fiódorov-Yurkovski (Фёдор Александрович Фёдоров-Юрковский), (1842-1915) era el director del Teatro Aleksandrinski, y su madre era actriz. Ella siguió los pasos de sus padres. Después de la escuela de teatro, fue a Kazán, a los 18 años. Se casó con Andréi Zheliábuzhski, que era mayor que ella, a los 18 años. Fue controlador de los ferrocarriles de Kursk y Nizhni Nóvgorod, pero también participó en el teatro. La pareja tuvo dos hijos, Yuri (1888-1955) y Yekaterina (nacida en 1894). Yuri se convirtió en director de cine.

## Carrera temprana

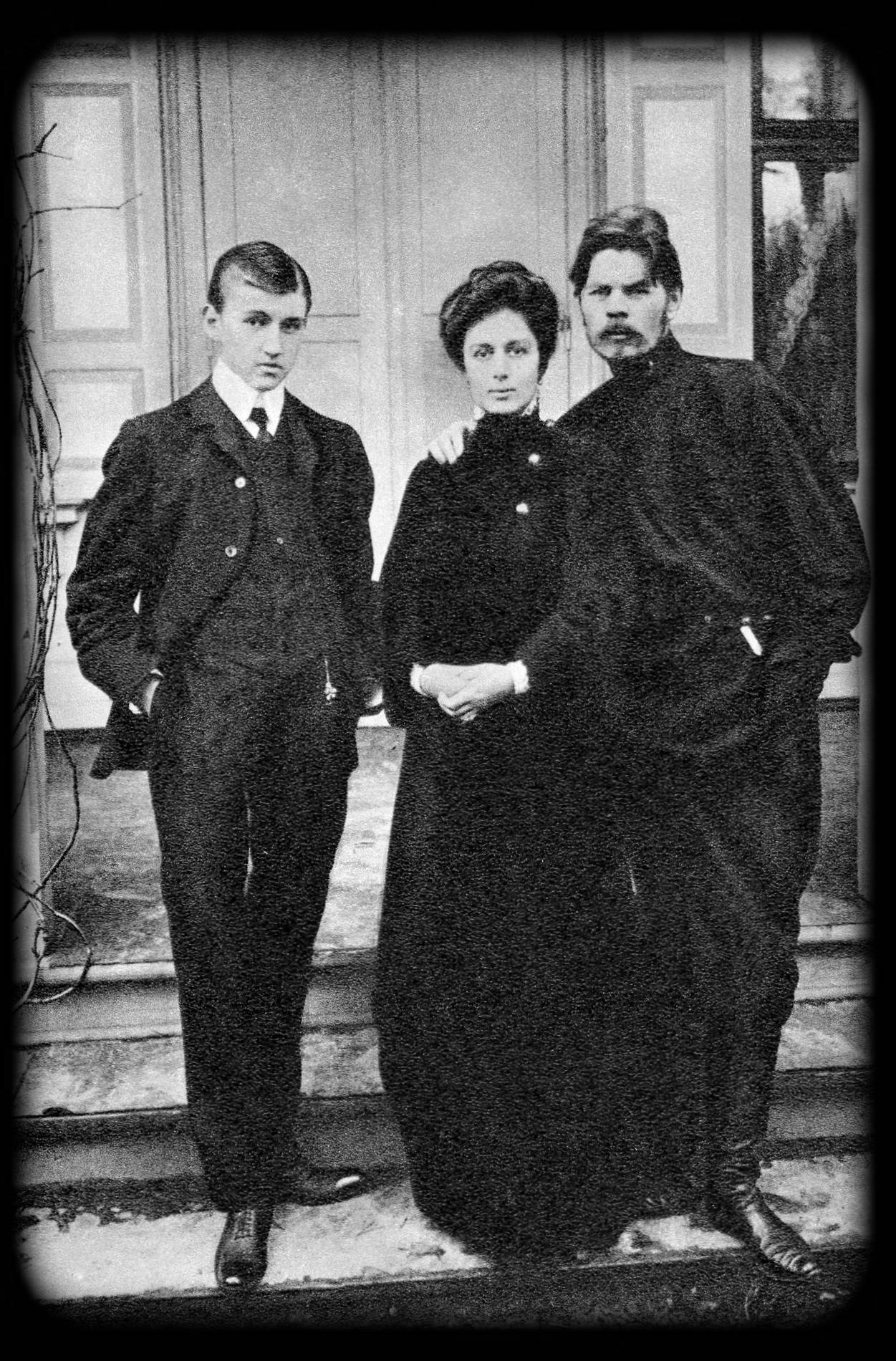
Gorki, María Andréieva y su hijo Yuri, 1905 (de dcha. a izda.)

Después de que Zheliábuzhski recibió un nuevo puesto, la familia se mudó a Tiflis, donde tuvo éxito como actriz. Luego se mudaron a Moscú, donde Andréieva trabajó con Konstantín Stanislavski en el Teatro de Arte de Moscú. Hizo su debut en Moscú el 15 de diciembre de 1894. Disfrutó de un gran éxito. Andréieva se interesó por la literatura marxista y se unió en secreto al Partido Obrero Socialdemócrata de Rusia. En 1902, decidió dejar la actuación. En 1900, conoció a Máximo Gorki en Sebastopol por primera vez. En 1903, se convirtió en su esposa de hecho. Gorki y Andréieva abandonaron Rusia en 1906 y viajaron por los Estados Unidos, y luego se establecieron en Capri, Italia. Mientras estaba en Capri, Gorki estuvo involucrado en el grupo Vperiod, pero Andréieva se peleó con Anna Aleksándrovna Lunachárskaya, esposa de Anatoli Lunacharski y hermana de Aleksandr Bogdánov.

## Carrera en la administración teatral
Ya en 1914, participó activamente en los intentos de promover el teatro clásico entre las masas. Solo después de la Revolución de Octubre estos esfuerzos dieron frutos. Entre 1918 y 1921, fue la comisaria de teatros y espectáculos públicos de Petrogrado. Jugó un papel decisivo en el establecimiento del Teatro Dramático Bolshói, que se inauguró en 1919. En enero de ese año, Anatoli Lunacharski la nombró como su suplente en su papel de jefa de la sección de arte del Comisariado del Pueblo de Educación (Narkomprós) en Petrogrado. El Sóviet de Petrogrado se negó a confirmar su nominación, pero Vladímir Ilich Uliánov intervino a su favor y el nombramiento siguió adelante. En 1920, Lunacharski le ofreció el puesto de directora del departamento de teatro del Narkomprós, en Moscú, pero ella se negó.

## Carrera posterior
En 1921, viajó al extranjero vendiendo antigüedades y obras de arte, y desde 1922 representó al comisariado de comercio exterior, en relación con la industria cinematográfica, pasando algún tiempo con la delegación comercial soviética en Berlín. Durante este período, se separó de Gorki. Entre 1931 y 1948, ocupó el puesto de directora de la Casa de los académicos en Moscú, por sus actividades organizativas recibió los galardones de la Orden de Lenin, y la Orden de la Bandera Roja del Trabajo. María murió el 8 de diciembre de 1953 y fue enterrada en el Cementerio Novodévichi de Moscú.